# Droga krajowa B244 (Niemcy)
Droga krajowa 244 (niem. Bundesstraße 244, B 244) – niemiecka droga krajowa przebiegająca  z północy na południe od skrzyżowania z drogą B4 koło Dedelstorf w Dolnej Saksonii do skrzyżowania z drogą B27 w Elbingerode w Saksonii-Anhalt.